# 塔皮 (加利福尼亞州)
塔皮（英語：Tarpey）是位於美國加利福尼亞州弗雷斯諾縣的一個非建制地區。該地的面積和人口皆未知。

## 地理
塔皮的座標為36°47′16″N 119°42′03″W / 36.78778°N 119.70083°W，而該地的平均海拔高度為105米（即344英尺）。